# Lupsa
Lupsa (románul Lupșa) falu Romániában, Erdélyben, Brassó megyében.

## Fekvése
Kőhalomtól délre fekvő település.

## Története
A falu nevét 1539-ben említette először oklevél Lwpsa alakban (Scheiner 86). További névváltozatai: 1589-ben Lupsa, 1648-ban Lupsea (Makkai 532), 1888-ban Lupsea (Lupsia), 1913-ban Lupsa.
1648-ban I. Rákóczi György birtoka volt.
A trianoni békeszerződés előtt Fogaras vármegye Sárkányi járásához tartozott.